# Canton de Limoges-Carnot
Le canton de Limoges-Carnot est une ancienne division administrative française située dans le département de la Haute-Vienne et la région Nouvelle-Aquitaine. À la suite du redécoupage cantonal de 2014, le canton est fondu dans ceux de Limoges-3 et Limoges-6.

## Géographie
Le canton de Limoges-Carnot était situé au centre de la commune de Limoges, et bordait le nord du centre-ville de la ville. Il concernait les quartiers Carnot-Marceau, les quartiers situés entre la rue François Chénieux et l'avenue Garibaldi (et donc le centre Saint-Martial), le sud du quartier du Mas-Loubier et le bas du Chinchauvaud. Il est limité au sud par la rue Baudelaire et le cours Gay-Lussac, la rue Chénieux, l'avenue Lemoine, à l'ouest par la voie ferrée d'Angoulême, au nord par les rues de la Céramique, de Londres et de Saint-Léonard et à l'est par la rue du Chinchauvaud et la rue Aristide Briand.
Le canton se développait donc en gros autour des places Carnot et Marceau, enserré dans la boucle de la voie ferrée d'Angoulême.
Il était bordé par 4 autres cantons : canton de Limoges-Beaupuy, canton de Limoges-Le Palais, canton de Limoges-Centre, canton de Limoges-Grand-Treuil.

## Représentation
| Période | Période | Identité              | Étiquette | Qualité |
| ------- | ------- | --------------------- | --------- | --- |
| 1973    | 1979    | Pierre-Robert Normand | PS        | conseiller municipal puis adjoint au maire de Limoges (1953-1983) Ancien conseiller général du Canton de Limoges-Nord (1955-1973) |
| 1979    | 1992    | Jacques Chevassus     | PS        | |
| 1992    | 1998    | Gérard Janicot        | RPR       | Chef d'entreprise à Limoges |
| 1998    | 2011    | Jacques Rousseau      | DVG       | Conseiller municipal de Limoges (1989-2001)                                                                                       |
| 2011    | 2015    | Sandrine Rotzler      | PS        | Conseillère municipale de Limoges depuis 2001, adjointe au maire de Limoges (2008-2014) Elue en 2015 dans le Canton de Limoges-3  |

## Composition
Le canton de Limoges-Carnot groupe 1 communes et compte 9 341 habitants au recensement de 2010.
| Communes | Population (2012) | Code postal | Code Insee |
| -------- | ----------------- | ----------- | ---------- |
| Limoges  | 9 341             | 87280       | 87085      |

## Démographie
| 1962 | 1968 | 1975 | 1982 | 1990 | 1999  | 2006  | 2010  |
| ---- | ---- | ---- | ---- | ---- | ----- | ----- | ----- |
| -    | -    | -    | -    | -    | 8 976 | 9 482 | 9 341 |